# Picauta ovampoa
Picauta ovampoa es una especie de coleóptero de la familia Meloidae.

## Distribución geográfica
Habita en el sur de África.